# Kordíky
Kordíky es un municipio del distrito de Banská Bystrica en la región de Banská Bystrica, Eslovaquia, con una población estimada a final del año 2024 de 492 habitantes.
Se encuentra ubicado en la zona centro-norte de la región, cerca del río Hron —un afluente izquierdo del Danubio— y de la frontera con la región de Žilina.

## Demografía
| Año        | 1994 | 2004     | 2014     | 2024     |
| ---------- | ---- | -------- | -------- | -------- |
| Población  | 201  | 281      | 411      | 492      |
| Diferencia |      | +39,80 % | +46,26 % | +19,70 % |

| Año        | 2023 | 2024    |
| ---------- | ---- | ------- |
| Población  | 485  | 492     |
| Diferencia |      | +1,44 % |